# Řeka (okres Frýdek-Místek)
Obec Řeka (v místním nářečí Rzyka, polsky: Rzeka, německy Rzeka) se nachází v okrese Frýdek-Místek v Moravskoslezském kraji. Žije zde 553 obyvatel. Značnou část obyvatel tvoří početná polská menšina.

## Historie
Obec Řeka vznikla původně jako osada nedaleké obce Smilovice. Svůj název pojala od říčky Ropičanky, dříve nazývané Řeka, tekoucí skrz vesnici. Zprvu sloužila smilovským jako „návsí“ (po naszymu „nowśi“), jak místní označovali místo, kde se sháněl dobytek.
Roku 1664 koupilo 8 smilovských domkářů od poslední těšínské Piastovny, kněžny Alžběty Lukrécie, grunty, aby mohli osídlit smilovské návsí. (Jedním z nich byl Andrys Zientek, zvaný Gořołka, který si mohl od kněžny koupit grunt jako první a byl osvobozen od roboty.) Od té doby byla ves označována jako Smilovská Řeka, později již jenom Řeka. Asi po stu letech přišlo do Řeky dalších deset osadníků.
Tvrdé podnebné podmínky a vysoká nadmořská výška způsobily, že Řečané často trpěli bídou a museli velmi tvrdě pracovat, aby uživili alespoň své rodiny a skromná hospodářství. Neúrodná půda, na níž gazdové pěstovali především oves, zelí a později brambory, zapříčinila, že se obyvatelé věnovali především pastevectví a chovu dobytka. V zimním období podomácku vyráběli plátno a střelný prach, který prodávali na trzích v Uhrách
S rozvojem průmyslu si Těšínská komora uvědomila, jakých zisků by mohla dosáhnout prodejem dřeva. Proto byly horské pastviny od roku 1756 zalesňovány a Goralé z nich vyháněni, což vedlo k několika potyčkám s knížecí mocí. Až otevření kamenolomu zmírnilo bídu místních. První zmínky o evangelické škole v obecní kronice jsou z roku 1792. Tehdy si Řečané postavili školu sami. Byla dřevěná a sloužila až do roku 1872, kdy byla postavena škola nová, v níž dnes sídlí obecní úřad. V roce 1910 byl počet obyvatel 515, z nichž všichni byli trvale registrováni, 477 (92,6 %) bylo evangelíků, 35 (6,8 %) katolíků, 503 (97,7 %) polsky, 3 (0,6 %) německy a 2 (0,4 %) česky mluvících.

## Obyvatelstvo

Věková struktura obyvatel obce Řeka roku 2011

## Turistický ruch
Díky své neporušené přírodě Řeka láká výletníky ze širokého i blízkého okolí. Okolní vrcholy Moravskoslezských Beskyd jsou protkány hustou sítí turistických tras, v centru obce je renovovaný Hotel Řeka (dříve Hoyer), který byl dlouho opuštěný, nový kabát dostalo také bývalé rekreační středisko Třineckých železáren, které slouží k ubytování veřejnosti. V zadní části obce se nachází lyžařský areál.
U příležitosti Evropského dne parků byla v sobotu 26. května 2012 v beskydské obci Řeka otevřena nová naučná stezka - „Stezka pokladů Godula“. Její chodníčky Vás dovedou z Řeky na temeno hory opředené legendami – mj. o pokladech. Každé ze sedmi zastavení je věnováno jednomu z pokladů, které je možné cestou na horu najít či vidět. Dozvíte se o kamenném, lesním a ptačím pokladu, o pokladu zbojníka Ondráše i pokladu víry.

## Zajímavosti
Izolovanost horského údolí, v němž se obec nachází, zapříčinila jisté odchylky a zvláštnosti od vývoje v jiných obcích. Jednou z nich je i to, že Řeka byla, až do otevření kamenolomu, čistě evangelickou obcí, zatímco jinde byli protestanti násilně rekatolizováni. Ačkoli byli Řečané silně věřící, kaple a hřbitova se dočkali až roku 1844. Do té doby byli zesnulí pochováváni na vzdáleném gutském hřbitově, což přinášelo mnohé problémy, zvláště za nepříznivého počasí, kdy musel být nebožtík uložen třeba i několik dní ve stodole a až se pohoda trochu umoudřila, mohl být odvezen do Gutů a pochován.
Z kroniky obce se také můžeme dovědět, že Řečané věřili v mnohá kouzla a čáry a jejich provozovatelé byli krutě trestáni. V roce 1800 byla podezřelá Anna Hodurková fojtem svázána a zavřena do sudu. Když se po celodenním pobytu nepřiznala, bylo rozhodnuto, že bude bičována, svlečena do naha a upálena. Na poslední chvíli proti rozsudku zakročila vrchnost a fojta „na oplátku“ zbavila úřadu a uvrhla do těšínského žaláře.